# Distrikt Julcán (Julcán)
Der Distrikt Julcán liegt in der Provinz Julcán in der Region La Libertad im Westen von Peru. Der Distrikt wurde am 12. Juni 1961 gegründet. Er besitzt eine Fläche von 228 km². Beim Zensus 2017 wurden 12.578 Einwohner gezählt. Im Jahr 1993 lag die Einwohnerzahl bei 15.627, im Jahr 2007 bei 13.012. Die Distriktverwaltung befindet sich in der 3404 m hoch gelegenen Provinzhauptstadt Julcán mit 2800 Einwohnern (Stand 2017).

## Geographische Lage
Der Distrikt Julcán liegt im Norden in der Provinz Julcán. Der Río Moche durchquert den Norden des Distrikts und entwässert dabei diesen. Der südliche Teil des Distrikts wird über den Río Virú (im Oberlauf Río Huacapongo) nach Südwesten entwässert.
Der Distrikt Julcán grenzt im Südwesten an den Distrikt Carabamba, im Westen an den Distrikt Mache (Provinz Otuzco), im Norden an den Distrikt Agallpampa (ebenfalls in der Provinz Otuzco), im Nordosten an den Distrikt Quiruvilca (Provinz Santiago de Chuco), im Südosten an den Distrikt Calamarca sowie im äußersten Süden an den Distrikt Huaso.